# Corambis foeldvarii
Corambis foeldvarii är en spindelart som beskrevs av Szüts 2002. Corambis foeldvarii ingår i släktet Corambis och familjen hoppspindlar. Inga underarter finns listade i Catalogue of Life.